# Red Bank (Carolina do Sul)
Red Bank é uma Região censo-designada localizada no estado norte-americano de Carolina do Sul, no Condado de Lexington.

## Demografia
Segundo o censo norte-americano de 2000, a sua população era de 8811 habitantes.

## Geografia
De acordo com o United States Census Bureau tem uma área de
31,4 km², dos quais 30,8 km² cobertos por terra e 0,6 km² cobertos por água.

## Localidades na vizinhança
O diagrama seguinte representa as localidades num raio de 12 km ao redor de Red Bank.